# فرانکو تانکردی
فرانکو تانکردی (به ایتالیایی: Franco Tancredi) بازیکن فوتبال و اهل ایتالیا است که از سال ۱۹۸۴ میلادی عضو تیم ملی فوتبال ایتالیا بوده و در ۱۲ بازی ملی حضور داشته‌است. او در بازی‌های ملی‌اش ۶ گل دریافت کرد.
فرانکو تانکردی آخرین بازی ملی خود را در سال ۱۹۸۶ میلادی انجام داد.